# Olaf Lange
Olaf Lange (* 30. März 1972 in Berlin) ist ein deutscher Basketballtrainer, der derzeit als Assistenztrainer bei den New York Liberty sowie der australischen Frauen-Nationalmannschaft tätig ist. Er war zuvor unter anderem Trainer der russischen Damen-Auswahl und Bundestrainer der deutschen Damennationalmannschaft.

## Laufbahn
Lange begann seine Trainerkarriere in seiner Heimatstadt Berlin beim VfL Lichtenrade: Er betreute die Damenmannschaft des Vereins zwischen 1989 und 1991 in der Regionalliga. Von 1991 bis 1995 war er als Trainer in der Jugendabteilung des TuS Lichterfelde tätig und führte die weibliche C-Jugend des Vereins 1993 zum Gewinn der deutschen Meisterschaft. Zudem war er von 1993 bis 1995 Mitglied des Trainerstabes des Berliner Basketball Verbandes. Im Zeitraum von 1991 bis 1995 absolvierte er an der Humboldt-Universität zu Berlin ein Studium der Sportwissenschaft.
1995 wechselte Lange zu Gold-Zack Wuppertal, des zu jener Zeit dominierenden Damen-Teams im deutschen Basketballs. In jedem Jahr seiner bis 2002 andauernden Tätigkeit für Wuppertal wurde Lange deutscher Meister: Von 1995 bis 1997 als Assistenztrainer, zwischen 1997 und 2002 als Cheftrainer. Zudem trug er als Assistent 1996 zum Gewinn der Europaliga bei. Nach dem Rückzug eines Geldgebers im Jahr 2002 nahm das Team nicht mehr am Bundesliga-Spielbetrieb teil.
Zwischen 2001 (also teils noch während seiner Wuppertaler Amtszeit) und 2003 war Lange auf Honorarbasis Bundestrainer der deutschen Damen-Nationalmannschaft, bereits seit 1999 betreute er die Damen-Nationalmannschaft im Altersbereich U20, später war er auch im Herrenbereich für den Deutschen Basketball Bund tätig.
In der Saison 2003/04 gehörte er als Trainerassistent zum Stab des Herren-Bundesligisten Mitteldeutscher Basketball Club und war somit am Gewinn des europäischen Vereinswettbewerbs FIBA EuroCup Challenge beteiligt. Anschließend zog es Lange ins Ausland. Nach einer Station in Spanien (Ros Caceres Valencia) gehörte er ab 2005 zum Trainerstab des Damenteams der Liberty University im US-Bundesstaat Virginia.
Im März 2007 wurde Lange Co-Trainer der San Antonio Silver Stars in der US-Liga WNBA und arbeitete damit Seite an Seite mit seiner Ehefrau Sandy Brondello, die ebenfalls als Assistenztrainerin wirkte, ehe sie im Februar 2010 zur Cheftrainerin befördert wurde. Bei den Silver Stars übernahm der Berliner unter anderem Aufgaben in der Vor- und Nachbereitung per Video sowie in der Spielerentwicklung.
Im März 2010 übernahm Lange den Cheftrainerposten beim australischen Verein Logan Thunder, seine Frau wurde seine Co-Trainerin. 2012 nahm das Ehepaar das Angebot des russischen Spitzenklubs UGMK Jekaterinburg an. Lange führte das Team 2013 und 2016 zum Gewinn der EuroLeague und 2013, 2014, 2015, 2016 und 2017 zum russischen Meistertitel. Im September 2017 übernahm er das Amt des Cheftrainers der russischen Damen-Nationalmannschaft. 2017 war er zusätzlich Co-Trainer der Damen-Nationalmannschaft und dort Assistent seiner Frau Sandy Brondello. Mitte Januar 2018 trat Lange aus familiären Gründen von seinem Posten als Trainer Jekatarienburgs zurück. Die Zeit unter der Leitung des Deutschen sei die bis dahin erfolgreichste in der Vereinsgeschichte gewesen, wurden seine Verdienste in der Presseaussendung des Klubs anlässlich der Trennung gewürdigt. Russischer Nationaltrainer blieb er bis Sommer 2019. Dann wurde er wieder als Assistenztrainer der australischen Auswahl tätig. Bei den 2021 ausgetragenen Olympischen Sommerspiele 2020 führten Brondello als Cheftrainerin und Lange als ihr Assistent Australien ins Viertelfinale, dort schied man gegen die Vereinigten Staaten aus. Mitte Dezember 2019 wurde er zudem als Assistenztrainer der Chicago Sky (WNBA) vorgestellt. Nach der Saison 2021, in der er mit Chicago den WNBA-Meistertitel gewann und dabei in den Finalspielen auf Phoenix Mercury mit seiner Ehefrau Sandy Brondello als Trainerin traf, schied Lange aus Chicagos Trainerstab aus.
2022 wurde er wieder unter Brondello Assistenztrainer von New York Liberty in der WNBA. 2024 gewann man den Meistertitel in der US-amerikanischen Liga.

## Privatleben
Lange ist mit Sandy Brondello verheiratet, die von 1992 bis 2002 in Wuppertal spielte. Die ehemalige australische Nationalspielerin schlug nach ihrer Spielerlaufbahn ebenfalls eine Trainerkarriere ein. Das Paar hat zwei Kinder, Brody und Jayda.

## Erfolge

### Als Cheftrainer
- Gewinn der Damen-Euroleague
2013, 2016 mit UGMK Jekaterinburg
- Russischer Meister (Damen)
2013, 2014, 2015, 2016, 2017 mit UGMK Jekaterinburg
- Gewinn russischer Pokal
2013, 2014, 2017 mit UGMK Jekaterinburg
- Gewinn russischer Supercup
2013, 2016 mit UGMK Jekaterinburg
- Gewinn UMMC-Cup
2013, 2016 mit UGMK Jekaterinburg
- Gewinn spanischer Supercup
2004 mit Ros Caceres Valencia
- Deutscher Meister (Damen)
1998, 1999, 2000, 2001, 2002 mit Gold-Zack Wuppertal

### Als Assistenztrainer
- WNBA-Meister
2021 mit den Chicago Sky, 2024 mit den New York Liberty
- Gewinn FIBA EuroCup Challenge
2004 mit Mitteldeutscher Basketball Club
- Gewinn FIBA Euroleague Women
1996 mit BTV 1846 Wuppertal
- Bronze bei den Olympischen Spielen
2024 mit Australien